# Меморандум порозуміння про охорону популяції дрохви
Меморандум порозуміння про охорону та управління середньоєвропейськими популяціями великої дрофи є багатостороннім екологічним меморандумом про взаєморозуміння і був укладений у 2000 році під егідою Конвенції про мігруючі види диких тварин (CMS), також відома як Боннська конвенція і набула чинності 1 червня 2001 року. Він спрямований на захист середньоєвропейських популяцій великої дрохви та управління сучасним сільським господарством по всьому її ареалу в Центральній Європі, щоб врятувати особин, що залишилися. Меморандум поширюється на 17 держав (Албанія, Австрія, Боснія і Герцеговина, Болгарія, Хорватія, Чехія, Європейський Союз, Німеччина, Греція, Угорщина, Молдова, Польща, Румунія, Словаччина, Словенія, Республіка Македонія та Україна). Станом на серпень 2012 року Меморандум про взаєморозуміння підписали 13 держав, а також ряд організацій, які співпрацюють.

## Розробка Меморандуму про взаєморозуміння

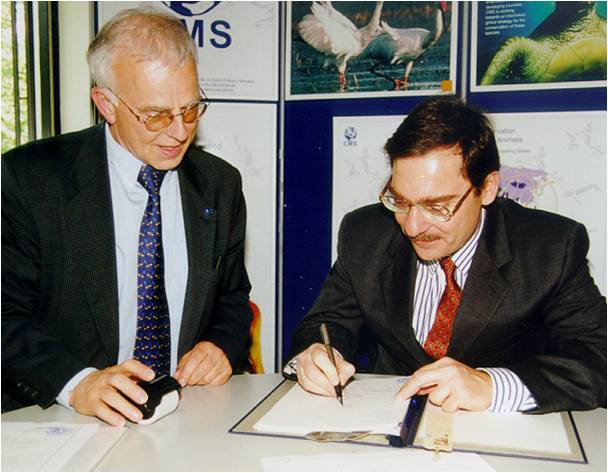
Підписання Грецією Меморандуму про взаєморозуміння Великої дрохви, 22 травня 2001 р

Виконати рішення Четвертої Конференції Сторін CMS про внесення великої дрохви (Otis tarda) до Додатку II Конвенції внаслідок її несприятливого природоохоронного статусу та переконання в тому, що вид може отримати користь від міжнародної угоди для свого збереження та управління та населення середньої Європи у Додатку I до Конвенції, враховуючи статус загрози, у 2000 році було укладено угоду зі статтею IV, яка набула чинності 1 червня 2001 року після підписання державою п'ятого діапазону. Станом на серпень 2012 року Меморандум про взаєморозуміння підписали 13 осіб.
Сторони, які підписали Меморандум про взаєморозуміння з Великою Дрохою:
- Румунія (9 вересня 2000 р.)
- Угорщина (7 жовтня 2000 р.)
- Республіка Македонія (7 жовтня 2000 р.)
- Молдова (19 грудня 2000 р.)
- Болгарія (16 травня 2001 р.)
- Греція (22 травня 2001 р.)
- Австрія (28 листопада 2001 р.)
- Словаччина (28 листопада 2001 р.)
- Україна (17 квітня 2002 р.)
- Албанія (18 квітня 2002 р.)
- Хорватія (4 червня 2002 р.)
- Німеччина (18 вересня 2002 р.)
- Чехія (18 лютого 2008 р.)

Крім того, чотири організації підписали Меморандум про взаєморозуміння як співробітники:
- BirdLife International (7 жовтня 2000 р.)
- Міжнародна рада з охорони дичини та дикої природи (CIC) (10 жовтня 2000 р.)
- МСОП (7 жовтня 2000 р.)
- Секретаріат ЮНЕП/CMS (5 жовтня 2000 р.)

## Мета Меморандуму про взаєморозуміння
Причиною угоди стала стурбованість тим, що на момент укладення Меморандуму про взаєморозуміння популяції великої дрохви в Центральній та Східній Європі налічували приблизно 2000 особин, серйозно скорочувалися і досягла дуже вразливого рівня до межі зникнення. Меморандум про взаєморозуміння створив основу для моніторингу та координації зусиль із збереження для урядів, науковців, природоохоронних органів та інших зацікавлених осіб. Ці зусилля мають бути зосереджені на активному управлінні середовищем існування та на підтримці великих територій систем неінтенсивного землеробства.

## Види, на які поширюється Меморандум про взаєморозуміння

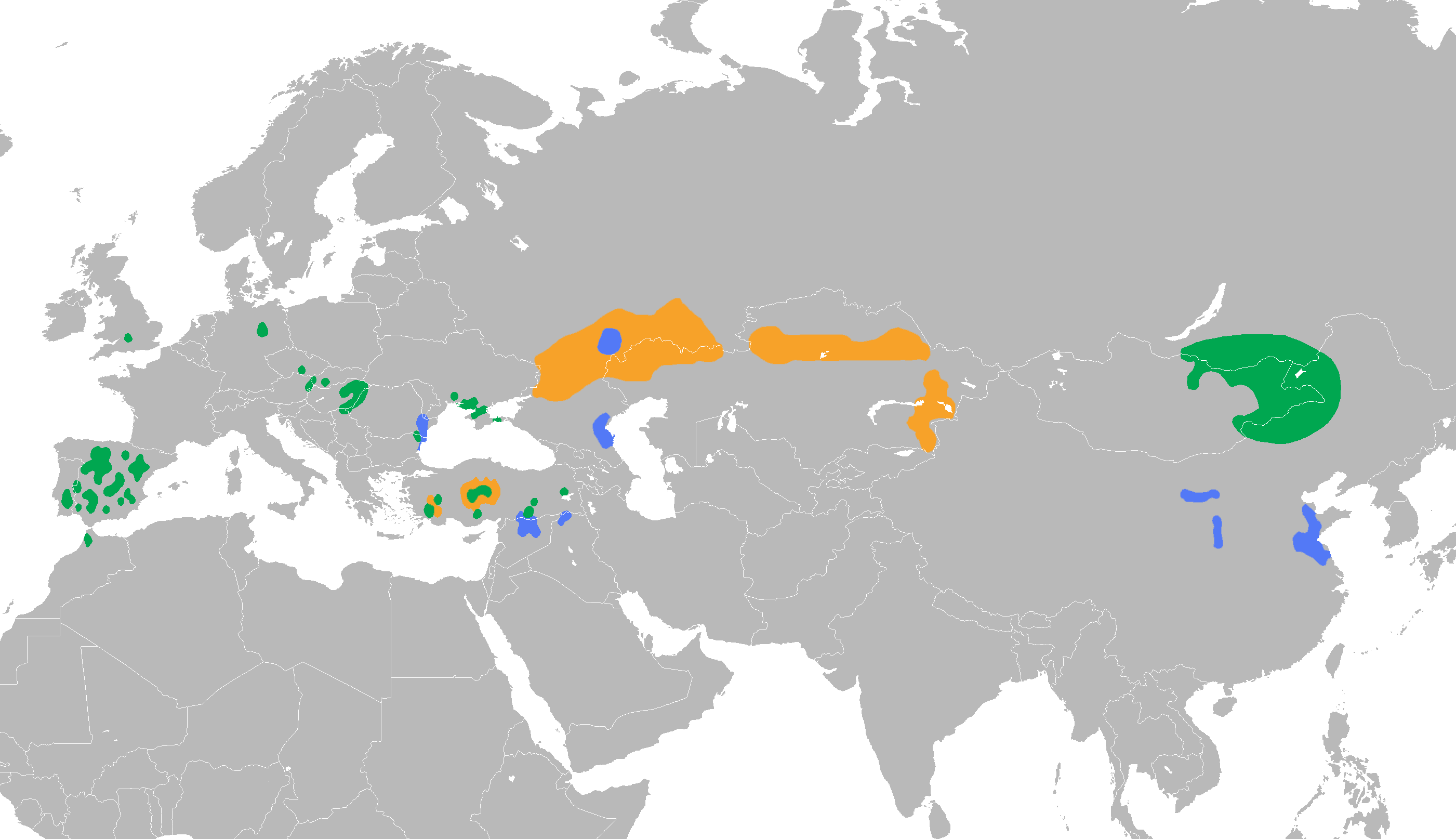
Карта поширення великої дрохви (Otis tarda).

Меморандум про взаєморозуміння охоплює лише середньоєвропейські популяції великої дрохви (Otis tarda). Кілька залишкових популяцій великої дрохви, які можна знайти, зокрема, в Іспанії, Португалії, Марокко, Росії, Туреччині, Казахстані, Китаї та Монголії, не включені.

## Фундаментальні компоненти
Усі сторони, що підписали, будуть намагатися тісно співпрацювати та з відповідними міжнародними організаціями для покращення стану збереження великої дрохви на всьому її ареалі розмноження, міграції та зимівлі. Тому вони повинні:
1. Зберігати популяцію великої дрохви і, де це можливо та доцільно, відновіть важливе середовище проживання.
2. Заборонити захоплення середньоєвропейського населення за деякими винятками, наприклад, з науковими цілями.
3. Намагайтися забезпечити максимальний захист і, де це можливо, середовища проживання великої дрохви в місцях її розмноження, включаючи всі ті ділянки, де самки вирощують своїх дитинчат.
4. Визначати та відстежувати процеси та категорії діяльності, які становлять небезпеку або можуть загрожувати подальшій небезпеці виду, та вживати відповідних заходів для регулювання та управління ними з метою покращення стану збереження.
5. Намагатися скласти карту нещодавно покинутого середовища проживання для розмноження та впровадити в таких районах відповідні заходи щодо управління середовищем існування та сільськогосподарські методи з метою заохочення повернення популяцій великої дрохви в ці райони найближчим часом.
6. Намагайтися виявити та зберегти потенційні незайняті місця проживання.
7. Намагатися вжити відповідних заходів для захисту окремих особин або невеликих груп, які з'являються на міграції або на зимівлях у пасовищах або сільськогосподарських районах.
8. Виконувати положення Плану дій, що додається до Меморандуму про взаєморозуміння.

Меморандум про взаєморозуміння було укладено терміном на п'ять років, починаючи з дати його набуття чинності (червень 2001 р.). Він автоматично поновлювався на три роки, а потім кожні три роки на наступний трирічний період, якщо більшість підписантів не вирішить інакше.

## Зустрічі
Збори підписантів — держав кола, які підписали Меморандум про взаєморозуміння — скликаються Секретаріатом на вимогу щонайменше половини держав, які підписали Меморандум, за наявності коштів. Під час цих зустрічей буде розглянуто статус збереження великої дрохви та виконання Плану дій. Також будуть розглянуті національні звіти, подані окремими підписантами, звіт, підготовлений Секретаріатом, а також будь-які рекомендації чи наукові поради, які могли бути зроблені Конференцією Сторін або Науковою радою CMS. Нарешті, зустріч може рекомендувати підписантам вжити заходів, які вона вважає за потрібні.
Перша зустріч підписантів відбулася в Ільміці, Австрія, 17 і 18 вересня 2004 року Під час зустрічі були розглянуті такі питання:
- Обмін інформацією про (i) статус збереження великої дрохви у відповідних країнах ареалу, (ii) стан розробки та впровадження Національних робочих програм, (iii) стан виконання Меморандуму про взаєморозуміння та Плану дій та (iv) статус підписів під Меморандумом про взаєморозуміння.
- Розробка списку призначених національних контактних пунктів.
- Розгляд проєкту середньострокової програми міжнародної роботи.

Підписантами, представленими на зустрічі, були Австрія, Болгарія, Хорватія, Македонія, Угорщина, Німеччина, Молдова, Румунія, Словаччина та Україна. Греція та Албанія, які також підписали Меморандум про взаєморозуміння, не були представлені. На першій нараді було схвалено приєднання Російської Федерації до Меморандуму про взаєморозуміння, але представники Росії не змогли приїхати через триваючий складний процес реорганізації їхніх федеральних органів. Під час зустрічі також були присутні низка організацій, таких як BirdLife International, IUCN та WWF Austria.
Друга зустріч підписантів відбулася у Феодосії, Україна, 11 та 12 листопада 2008 року. Учасниками зустрічі були Австрія, Болгарія, Чехія, Німеччина, Угорщина, Македонія та Україна. Албанія, Хорватія, Румунія, Молдова, Греція та Словаччина, які також підписали Меморандум про взаєморозуміння, не були представлені. Крім того, на засіданні як спостерігач був присутній представник від Російської Федерації. Нарешті, на зустрічі були присутні низка організацій, таких як BirdLife International, Українське товариство охорони птахів та Російська спілка охорони птахів.
Третя зустріч підписантів мала відбутися у квітні 2013 року. Угорщина запропонувала провести цю зустріч.

## Секретаріат
Секретаріат CMS, розташований у Бонні, Німеччина, виконує функції секретаріату Меморандуму про взаєморозуміння. Основними завданнями цього органу є:
- скликати нараду підписантів і доповідати про результати зустрічі Конференції Сторін КМВ;
- підготувати оглядовий звіт, складений на основі всієї наявної у нього інформації, що стосується великої дрохви, і передати цю інформацію всім підписантам, іншим державам ареалу та організаціям, що підписали;
- бути депозитарієм Меморандуму про взаєморозуміння.

## План дій
План дій додається до Меморандуму про взаєморозуміння і є його невід'ємною частиною. Він складається з двох частин. Частина перша містить загальні положення щодо:
- охорона середовища проживання;
- запобігання полюванню, заворушенню та іншим загрозам;
- володіння і торгівля;
- відновлювальні заходи;
- транскордонні природоохоронні заходи;
- моніторинг і дослідження;
- навчання персоналу, що працює в органах охорони природи;
- підвищення обізнаності про необхідність охорони великих дрохв та їх середовища проживання;
- економічні заходи.

У другій частині перелічено конкретні дії, відповідні для кожного стану діапазону.

## Фінансова підтримка
Кілька грантів від програми LIFE Європейського Союзу допомогли фінансувати великі зусилля щодо захисту дрохв у Центральній Європі. Існують програми для захисту місць розмноження, забезпечення місць годівлі, надання місць для годівлі зимуючих птахів та мінімізації зіткнень між птахами та лініями електропередач. У кількох країнах ЄС агроекологічні схеми, що фінансуються Європейським фондом сільського господарства та сільського розвитку, заохочують фермерів підтримувати або вживати відповідних заходів.

## Діяльність та успіхи
Донедавна існували плани будівництва вітрової електростанції в межах та навколо спеціальної захисної зони (SPA) та об'єкта Natura 2000 в регіоні Салонта, повіт Біхор, Румунія, що забезпечує важливе місце зимівлі великої дрохви. На другій зустрічі підписантів було визнано, що в Німеччині, Австрії та Угорщині демографічні тенденції покращуються. Проте виникло занепокоєння, що тенденції щодо населення можуть бути негативними в Словаччині, Болгарії, Україні, Російській Федерації та Румунії. Таким чином, запланована вітрова електростанція може мати негативний вплив на популяції великої дрохви в Румунії та Угорщині, оскільки регіон Салонта знаходиться поблизу угорсько-румунського кордону. У липні 2012 року Секретаріат CMS отримав хороші новини щодо цього проєкту. Міністерство охорони навколишнього середовища та лісів Румунії підтвердило своє зобов'язання перенести вітроелектростанцію в інше місце, обмеживши тим самим конфлікт з популяціями великої дрохви в регіоні.